# Why You?
Why You? es el álbum debut del cantante mexicano Siddhartha lanzado en 2008. Éste está compuesto por un cuadernillo de 11 imágenes principales que hacen referencia a la pregunta del mismo nombre que el álbum: "Why You?" (¿Por qué tú?). Se puede apreciar que al principio del álbum Siddhartha se encuentra alejado por una gran distancia de desierto del Why You?, y mientras va progresando el álbum y las canciones, se ve cómo éste cada vez se acerca más y más hasta llegar a un punto donde puede cruzar el "Why you?". El artista se refiere a que hay veces que nos preguntamos "¿Por qué yo?" e intentamos darle vueltas al problema, hasta que logramos resolver "¿Por qué yo?, porque sí".

## Lista de canciones
1. Volver a Ver
2. Sacúdeme
3. En Silencio
4. Control
5. El Día
6. Colecciono Planetas
7. Nube
8. Nada
9. Why You?
10. Los Felices
11. Fin

## Videos promocionales
- Control
- Volver a Ver
- Colecciono Planetas

- Datos: Q6167287